# گرگ گرت
گرگ گرت (انگلیسی: Greg Garrett؛ زادهٔ ۶ نوامبر ۱۹۶۱) یک پدیدآور، و استاد اهل ایالات متحده آمریکا است.